# كرم عمران
قرية كرم عمران هي إحدى القرى التابعة لمركز قنا في محافظة قنا في جمهورية مصر العربية. حسب إحصاءات سنة 2006، بلغ إجمالي السكان في كرم عمران 17007 نسمة، منهم 8850 رجل و8157 امرأة.